# Puchar Ameryki Południowej w snowboardzie 2016
Puchar Ameryki Południowej w snowboardzie w sezonie 2016/2017 to kolejna edycja tej imprezy. Cykl ten rozpoczął się 19 sierpnia 2016 roku w argentyńskim Cerro Catedral w zawodach snowcross'u. Ostatnie zawody sezonu zostały rozegrane 24 września 2016 roku w chilijskim Corralco również w zawodach snowcross'u.
Łącznie zostało rozegranych 8 zawodów zarówno dla kobiet jak i mężczyzn.

## Konkurencje
- snowcross
- slopestyle
- big air

## Kalendarz i wyniki Pucharu Ameryki Południowej

### Mężczyźni
| Lp | Data             | Miejscowość    | Dyscyplina | 1. Miejsce          | 2. Miejsce            | 3. Miejsce           |
| -- | ---------------- | -------------- | ---------- | ------------------- | --------------------- | -------------------- |
| 1. | 19 sierpnia 2016 | Cerro Catedral | SX         | Steven Williams     | Simon White           | Tomas Galan de Malta |
| 2. | 20 sierpnia 2016 | Cerro Catedral | SX         | Simon White         | Steven Williams       | Mike Lacroix         |
| 3. | 26 sierpnia 2016 | El Colorado    | BA         | Federico Chiaradio  | Inaki Odriozola       | Martin Jaureguialzo  |
| 4. | 27 sierpnia 2016 | El Colorado    | BA         | Inaki Odriozola     | Pedro Bidegain        | Jurij Czemodurow     |
| 5. | 10 września 2016 | Cerro Catedral | SS         | Grant Giller        | Federico Chiaradio    | Martin Jaureguialzo  |
| 6. | 11 września 2016 | Cerro Catedral | SS         | Martin Jaureguialzo | Jurij Czemodurow      | Federico Chiaradio   |
| 7. | 23 września 2016 | Corralco       | SX         | Steven Williams     | Muhammed İkbal Yılmaz | Simon White          |
| 8. | 24 września 2016 | Corralco       | SX         | Steven Williams     | Simon White           | Woo Jin-yong         |

### Klasyfikacje
| Lp. | Zawodnik                    | Punkty |
| --- | --------------------------- | ------ |
| 1.  | Steven Williams             | 1900   |
| 2.  | Simon White                 | 1600   |
| 3.  | Tomas Galan de Malta        | 950    |
| 4.  | Muhammed İkbal Yılmaz       | 860    |
| 5.  | Muhammed Cem Boydak         | 775    |
| 6.  | Hernan Cataldi              | 630    |
| 7.  | Mike Lacroix                | 550    |
| 7.  | Woo Jin-yong                | 550    |
| 9.  | Franco Ruffini              | 530    |
| 10. | Leandro De la cruz Herrainz | 500    |

| Lp. | Zawodnik            | Punkty |
| --- | ------------------- | ------ |
| 1.  | Martin Jaureguialzo | 800    |
| 2.  | Federico Chiaradio  | 700    |
| 3.  | Jurij Czemodurow    | 650    |
| 4.  | Grant Giller        | 610    |
| 5.  | Pedro Bidegain      | 430    |
| 6.  | Matias Schmitt      | 425    |
| 7.  | Wadim Bobryszew     | 345    |
| 8.  | Inaki Odriozola     | 340    |
| 9.  | Felipe Fuenzalida   | 315    |
| 10. | Wiaczesław Egle     | 305    |

| Lp. | Zawodnik            | Punkty |
| --- | ------------------- | ------ |
| 1.  | Inaki Odriozola     | 900    |
| 2.  | Federico Chiaradio  | 680    |
| 3.  | Pedro Bidegain      | 560    |
| 4.  | Martin Jaureguialzo | 550    |
| 5.  | Jurij Czemodurow    | 525    |
| 6.  | Wiaczesław Egle     | 450    |
| 7.  | Felipe Fuenzalida   | 370    |
| 8.  | Wadim Bobryszew     | 275    |
| 9.  | Diego Ceron         | 200    |
| 10. | Pelayo Castro       | 180    |

### Kobiety
| Lp | Data             | Miejscowość    | Dyscyplina | 1. Miejsce           | 2. Miejsce              | 3. Miejsce              |
| -- | ---------------- | -------------- | ---------- | -------------------- | ----------------------- | ----------------------- |
| 1. | 19 sierpnia 2016 | Cerro Catedral | SX         | Colleen Healey       | Catalina Petersen       | Maria Agustina Pardo    |
| 2. | 20 sierpnia 2016 | Cerro Catedral | SX         | Colleen Healey       | Catalina Petersen       | Catalina Pont Lezica    |
| 3. | 26 sierpnia 2016 | El Colorado    | BA         | Antonia Yanez        | Jelena Kostenko         | –                       |
| 4. | 27 sierpnia 2016 | El Colorado    | BA         | Jelena Kostenko      | Antonia Yanez           | Maria Teresa Banados    |
| 5. | 10 września 2016 | Cerro Catedral | SS         | Jelena Kostenko      | Antonia Yanez           | Delfina Lemann          |
| 6. | 11 września 2016 | Cerro Catedral | SS         | Jelena Kostenko      | Antonia Yanez           | Delfina Lemann          |
| 7. | 23 września 2016 | Corralco       | SX         | Isabel Clark Ribeiro | Maria Florencia Demateo | Catalina Petersen       |
| 8. | 24 września 2016 | Corralco       | SX         | Isabel Clark Ribeiro | Catalina Petersen       | Maria Florencia Demateo |

### Klasyfikacje
| Lp. | Zawodnik                | Punkty |
| --- | ----------------------- | ------ |
| 1.  | Catalina Petersen       | 1500   |
| 2.  | Isabel Clark Ribeiro    | 1000   |
| 2.  | Colleen Healey          | 1000   |
| 4.  | Maria Florencia Demateo | 700    |
| 5.  | Catalina Pont Lezica    | 550    |
| 6.  | Maria Agustina Pardo    | 525    |
| 7.  | Fanny Girardin          | 500    |
| 8.  | Adalia Flores           | 475    |
| 9.  | Sabrina Guirado Vazquez | 450    |

| Lp. | Zawodnik                   | Punkty |
| --- | -------------------------- | ------ |
| 1.  | Jelena Kostenko            | 1000   |
| 2.  | Antonia Yanez              | 800    |
| 3.  | Delfina Lemann             | 600    |
| 4.  | Maria Teresa Banados       | 475    |
| 4.  | Camila Springinsfeld       | 475    |
| 6.  | Maria Azul Chavez Martinez | 200    |